# Кожевников, Сергей Витальевич
Сергей Витальевич Кожевников (род. 15 августа 1963 года, Москва) — российский медиаменеджер, продюсер, академик РАР. Генеральный директор и председатель правления ЗАО «Русская Медиагруппа» (2001—2015).

## Биография
Окончил Московское государственное академическое художественное училище памяти 1905 года.
Прошел службу в войсках ПВО 1983—1985.
Закончил Московский государственный художественно-промышленный университет им. С.Г. Строганова по специальности «художник декоративно-прикладного искусства».
В 1992—1995 годах — художник, владелец собственной галереи «Арт Пикчерз». Член Московского Союза художников, участник аукциона «Сотбис».
Совладелец и основатель (1995) Русской Медиагруппы.
С 2014 года — совладелец ресторана «Forte Bello» в московском торговом центре «Vegas Крокус», также совладелец «Leps Bar» (в настоящее время заведение закрыто) вместе с Григорием Лепсом и ресторанным холдингом Ginza.

## Медиакарьера
В 1992 году был соучредителем (совместно с Фёдором Бондарчуком и Степаном Михалковым) Art Pictures Group — компании, занимавшейся до 2005 года преимущественно съёмками рекламных роликов и музыкальных клипов для телевидения.
В 1995 году вместе с Сергеем Архиповым и Виталием Богдановым основал радиостанцию «Русское Радио». Занял на нем пост директора по связям с общественностью, затем генерального продюсера.
С 1995 по 2001 гг. — продюсер радиостанции «Русское Радио», директор ЗАО «Русская Медиагруппа» (РМГ).
С 1996 года продюсер и создатель премии «Золотой граммофон».
С 1996 по 2015 гг. — главный продюсер премии Золотой граммофон.
В 1998 году стал совладельцем ЗАО «Русская медиагруппа» (владел 22 % акций), с сентября 2001 года генеральный директор ЗАО «Русская Медиагруппа» (Русское Радио, Радио Монте Карло, DFM, Хит FM, Русская Служба Новостей, телеканал RU.TV).
В 1998 году создатель и совладелец радио Монте Карло и скачек Гран При Радио Монте Карло.
В 2006 — Основатель телеканала RU.TV и учредитель Премии RU.TV.
С июня 2007 года — член Совета Директоров газеты «Известия».
С 2008 года — генеральный директор, председатель правления ЗАО «Русская Медиагруппа».
С 2016 года — соучредитель летнего международного музыкального фестиваля «ЖАРА» в Баку (Азербайджан) вместе с певцами Эмином Агаларовым и Григорием Лепсом.
В октябре 2016 года на пару с девелопером Эмином Агаларовым открыл Телеканалы «Твой Дом» и «Жара». Одновременно он является и гендиректором и продюсером двух телеканалов.
С 2018 года — продюсер музыкальной премии ЖАРА Music Awards.
В октябре 2019 года стало известно, что Сергей Кожевников передал Эмину Агаларову свою долю в их совместном проекте по развитию телеканала «Твой дом», являвшемся его последним активом в медиабизнесе. По словам медиаменеджера: «Перспективы у традиционных медиа с каждым годом будут только ухудшаться. Если я и буду когда-нибудь заниматься медиа, то только проектами в интернете».

## Медиаскандал в РМГ
Осенью 2014 года основатель благотворительного фонда «Федерация» и музыкальный продюсер Владимир Киселёв и председатель совета директоров РМГ Ольга Плаксина написали президенту РФ Владимиру Путину письмо, предложив создать на базе нескольких телеканалов, а также радиостанций РМГ «своего рода инкубатор по производству отечественных суперзвезд», базой должен будет стать строящийся концертный зал на территории стадиона «Спартак», координатором проекта предложено сделать ФГУП «Госконцерт». Генеральным директором этой организации является Сергей Бунин — давний партнёр Киселёва, который по словам Бунина является продюсером этой идеи.
Летом 2015 года в холдинге разразился акционерный конфликт на фоне возможной продажи РМГ ФГУП «Госконцерт». «ИФД КапиталЪ» был готов продать свой пакет, а Кожевников выступил против продажи и создания патриотического холдинга. Против сделки также выступили ряд исполнителей, написавших письмо президенту РФ Владимиру Путину, в котором они выразили свою «глубокую озабоченность» перспективой продажи холдинга «Русская медиагруппа», ибо по их мнению заявленная цена РМГ в три раза ниже рыночной, что вызывает у них сомнения в прозрачности данной сделки. По словам Сергея Кожевникова, в адрес его и его родных поступали угрозы из-за нежелания продавать свой пакет акций при оценке всего холдинга в $60 млн.
В июне 2015 года «ИФД КапиталЪ» достиг принципиальной договорённости о продаже пакета акций радиохолдинга ФГУП «Госконцерт». Обладавший правом преимущественного выкупа Сергей Кожевников 3 августа сделал официальную оферту ИФД, предложив выкупить 100 акций ЗАО по цене 33,87 млн руб. за единицу (60 млн долларов). Но, по его словам, никакой официальной реакции на его предложение не последовало.
10 августа на заочном заседании совета директоров РМГ генеральным директором был назначен Сергей Архипов, бывший одним из основателей «Русского радио» и президентом РМГ в 2001—2007 годах. Сергей Кожевников, в то время находившийся в отпуске, пообещал оспорить своё увольнение в суде, так как заседание совета директоров без директора он считает неправомерным. Также в этот день холдинг покинули директор по развитию Михаил Зотов и финансовый директор Яна Ладжу.
18 августа Сергей Архипов сообщил о своем уходе из холдинга из-за попыток Сергея Бунина влиять на редакционную политику снятием с эфира исполнителей, выступивших против сделки. Также его возмутила встреча между Сергеем Буниным и замминистром связи Алексеем Волиным, где также присутствовал некий Константин Козлов, представившийся управляющим директором РМГ. По словам Архипова, в штатном расписании РМГ нет должности управляющего директора и этот человек незнаком как ему, так и Ольге Плаксиной.
В декабре 2015 года холдинг возглавил Роман Саркисов, в дальнейшем обновивший часть управленческой команды.
25 апреля 2016 года газета «Ведомости» сообщила о выделении банком ВТБ кредита в размере 3 миллиарда рублей «Бизнес-гарант», принадлежащей Владимиру Киселёву с декабря 2015 года. По словам источников издания, планируется приобрести 78 % акций медиахолдинга. Компания «Госконцерт» испытывала трудности в получении требуемых кредитных средств из-за «фактического отсутствия» выручки.
Позднее Сергей Кожевников отозвал иск, оспаривавший условия выдачи структурам Владимира Киселёва кредита на покупку холдинга. По его словам, компания погасила долги перед ВТБ. Я не отказываюсь от мнения, что решение совета директоров было вредно для РМГ, ведь за скобками были вопросы, откуда деньги и как его гасить. Но фактически кредит погашен, и по факту рисков для компании нет. Откуда деньги брали, мне всё равно.
В апреле 2017 года Кожевников заявил информационному агентству RNS о потере «моральной привязанности» к радиохолдингу и готовности выйти из состава акционеров. По оценке бизнесмена, стоимость частот РМГ составляет 60-70 млн долларов.
В феврале 2019 года Кожевников перестал быть акционером РМГ.

## Семья
Женат (супруга — Екатерина Владимировна Кожевникова, в девичестве Морозова, 02.06.1976 г.р.), четверо детей.

## Интересные Факты
- В 2010 году, во время премии Золотого Граммофона Николай Басков лично поздравил Сергея Кожевникова с рождением дочери.
- В 2015 году, после выступления на премии Золотой Граммофон, Валерий Меладзе публично поблагодарил Сергея Кожевникова за организацию всех премий за всю историю «Русского Радио», что не понравилось новому руководству РМГ. Впоследствии, выступление Валерия Меладзе не попало в телевизионную версию.
- В 2015 году 20-летие премии «Золотой граммофон» прошло без участия Григория Лепса. Григорий Лепс оказался единственным артистом, сдержавшим слово и отказавшимся появиться на церемонии «Золотого граммофона» в поддержку своего друга, экс-главы главы «Русского радио» Сергея Кожевникова[20].

## Увлечения
Любит книги Пэлема Вудхауза.
Любит путешествовать — Италия любимое место времяпровождения.
Дегустатор вин
С 90-х начал заниматься дайвингом. На данный момент имеет уровень DiveMaster от PADI/

## Награды и премии
- Орден Дружбы (12 декабря 2011 года) — за заслуги в развитии средств массовой информации, культуры и многолетнюю плодотворную работу[21]
- Медаль ордена «За заслуги перед Отечеством» II степени (3 декабря 1999 года) — за заслуги в области культуры и в связи с 75-летием радиовещания в России[22]
- Дважды Лауреат Премии Правительства РФ в области Науки и Техники
- Лауреат премии «Медиаменеджеры года-2002» в номинации «Электронные СМИ[1]».
- Орден Сергия Радонежского